# Gimbal

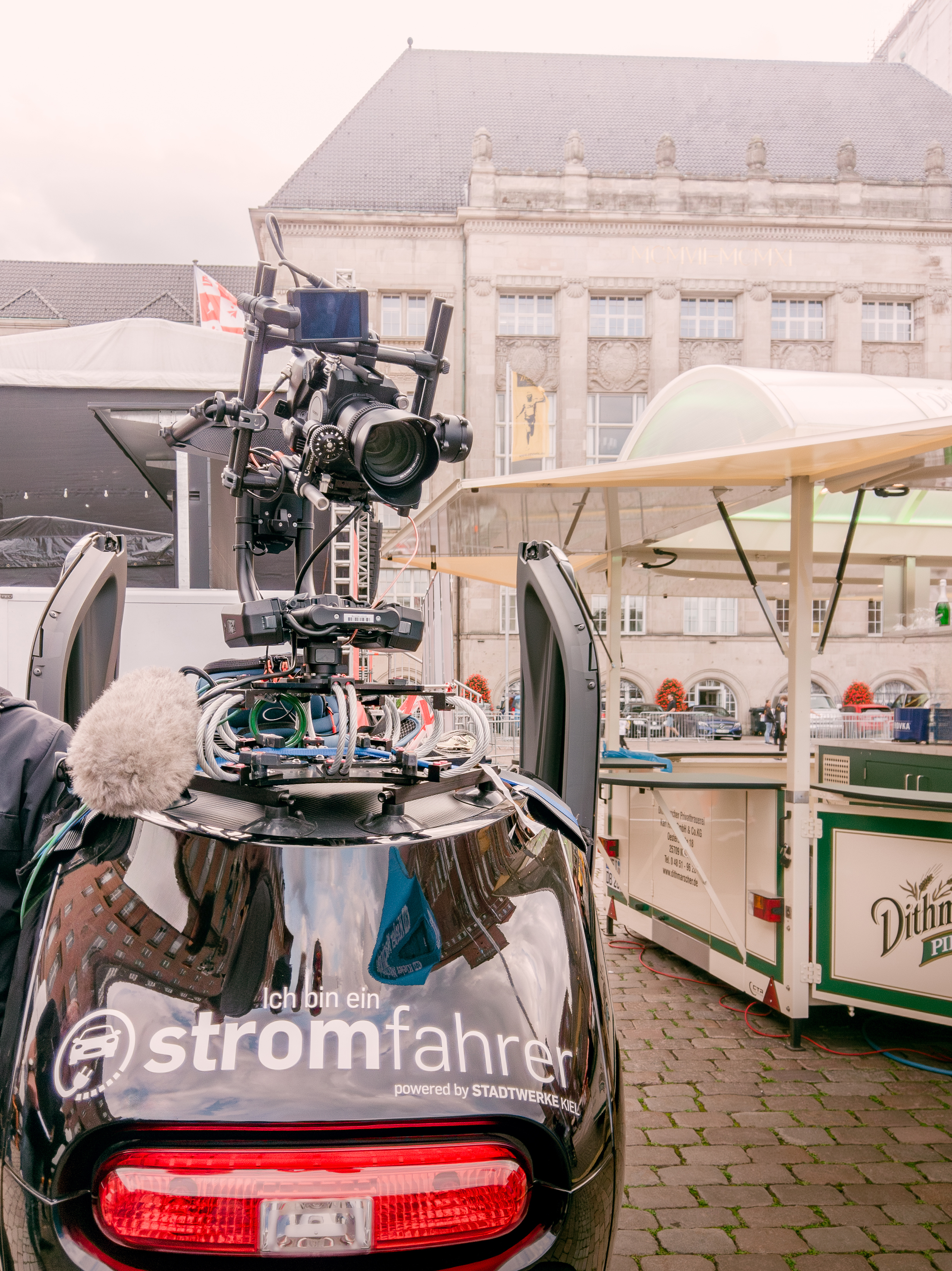
Gimbal-Installation auf einem PKW

Ein Gimbal ist eine motorisierte kardanische Aufhängung, welche die Bewegungen eines optischen Gerätes, meist einer Filmkamera, ruckelärmer und flüssiger machen soll. Während Gimbals ursprünglich in professionellen Filmproduktionen eingesetzt wurden, werden sie seit den 2000er Jahren mit der vermehrten Nutzung von ferngesteuerten Drohnen (RC-Drohnen, von radio controlled) auch von Amateuren eingesetzt. Die eingesetzten Elektromotoren gleichen Erschütterungen und andere ungewollte Bewegungen des Menschen beziehungsweise der Drohne aus.

## Technik
Die Filmindustrie verwendet diese Möglichkeit der Bildstabilisierung bereits bei vielen Filmproduktionen. Grundsätzlich verfügt ein Gimbal über drei bürstenlose Motoren, die auf Basis der Daten einer inertialen Messeinheit, kurz IMU, gesteuert werden. Algorithmen unterscheiden gewollte von ungewollten Bewegungen und übersetzen diese in flüssige Kamerabewegungen. Viele sogenannte Handheld Gimbals lassen sich durch ein eingebautes Display oder über eine mobile App über das Smartphone einstellen. Hierbei wird je nach Gewicht der Kamera und Qualität der Ausbalancierung des Nutzers die Stärke und Reaktionsgeschwindigkeit der Motoren angepasst. Moderne Gimbals haben viele nützliche Funktionen, beispielsweise einen Zeitraffermodus oder verschiedene Tracking-Modi.

## Einsatzgebiete

### Einsatz bei RC-Drohnen

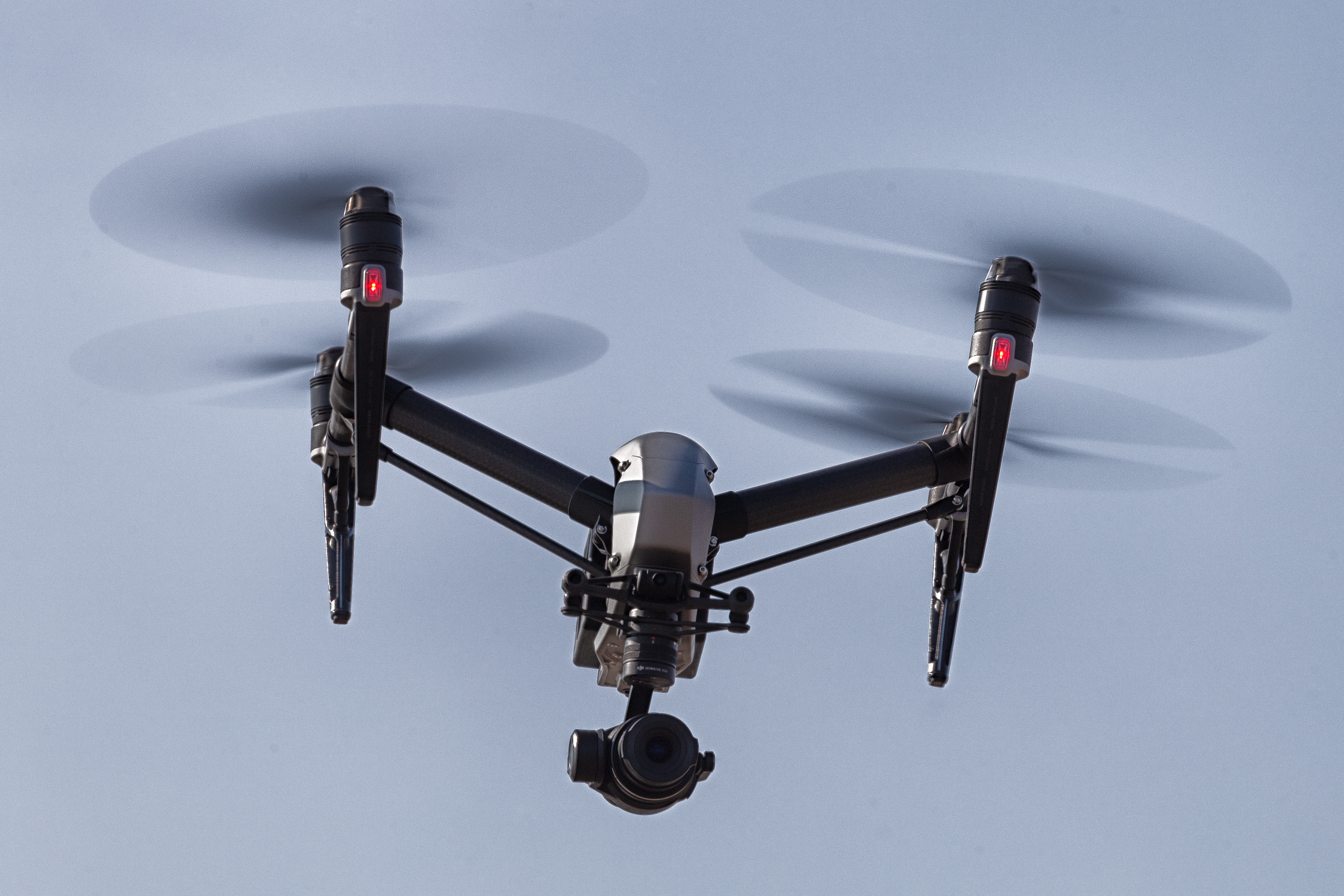
Quadrocopter Inspire 2 von DJI mit stabilisierter Kamera

Heute ist ein Gimbal von modernen RC-Drohnen kaum mehr wegzudenken. Es dient dazu, Erschütterungen, die beim Flug entstehen, im Videomaterial auszugleichen. Die drehbaren Lager korrigieren Ungenauigkeiten in der Steuerung mit einer Bewegung in die entgegengesetzte Richtung. Bei professionelleren Setups gibt es eine weitere Fernbedienung für die Video-Live-Übertragung, mit der eine zweite Person das Gimbal fernsteuern kann.

### Einsatz von Hand
Immer mehr Hersteller entwickeln sogenannte Handheld (von Hand gehaltene) Gimbals. Das Ziel der Verwendung des Gimbals unterscheidet sich nicht von dem bei ferngesteuerten Drohnen. Es gibt allerdings verschiedenste Modelle, die alle ihre Stärken in bestimmten Szenarien haben. So gibt es solche, die mit einer Hand geführt werden, aber auch welche, die beide Hände benötigen. Manche andere haben optionale Griffe, um vor allem beim schnellen Laufen eine ergonomisch günstige Handhabung zu ermöglichen.

### Professioneller Einsatz
In professionellen Filmproduktionen wird nur der Kopf von einem Gimbal benutzt, der wiederum auf einem Schwebestativ befestigt wird. Um die Aufnahmen noch besser als bei Handheld stabilisieren zu können, werden zusätzlich noch ein Federarm und Harnisch, also eine Weste mit Befestigungen für das Kameraträgersystem (camera rig) und zur Entlastung des Trägers, benutzt.
Beispielhaft sind die oscarprämierte Steadicam von Garrett Brown sowie die oscarprämierte ARRI Trinity 2 von Curt O. Schaller.